# Bohdan Chmel'nyc'kyj
Bohdan Chmel'nyc'kyj detto "Bogdan il Nero" (in ucraino Богдан Зиновій Хмельницький?, Bohdan Zynovij Chmel'nyc'kyj; Čyhyryn, 27 dicembre 1596 – Čyhyryn, 25 luglio 1657), fu etmano dei cosacchi d'Ucraina nel sollevamento da lui organizzato e che porta il suo nome, contro la nobiltà polacca nel 1648.

## Biografia
Di origine nobile, probabilmente nato in Ucraina centrale a Čyhyryn, suo padre servì sotto l'etmano polacco Stanisław Żółkiewski. Avendo studiato presso i gesuiti a Leopoli e a Cracovia, prese parte alla battaglia di Cecora nel 1620 contro l'armata del sultano, nel corso della quale morì suo padre. Egli venne fatto prigioniero e nel corso della prigionia imparò il turco ed il tartaro. Nel 1637 divenne segretario militare dei cosacchi «registrati» (reestrovye) e, quindi, comandante di una centuria cosacca. Aveva cominciato una vita da nobile quando un violento conflitto con una fazione opposta del villaggio in cui viveva, si concluse con la morte di suo figlio di dieci anni.
Bohdan Chmel'nyc'kyj decise di vendicarsi e si rifugiò presso i cosacchi di Zaporižžja, di cui divenne etmano nel 1648. Con l'aiuto dei tatari di Crimea incitò i contadini ucraini alla rivolta nella speranza di evitare loro la servitù della gleba nei confronti dei nobili polacchi. L'Ucraina aveva già sperimentato diverse ribellioni, ma questa volta la questione era la creazione di un paese indipendente. Il successo della rivolta di Chmel'nyc'kyj fu enorme perché riuscì a sollevare, in tutta l'Ucraina, un esercito di più di 80 000 uomini, con il quale sconfisse l'esercito polacco in diverse occasioni e fece vacillare la forse più potente influenza della Repubblica polacca del tempo in Europa.

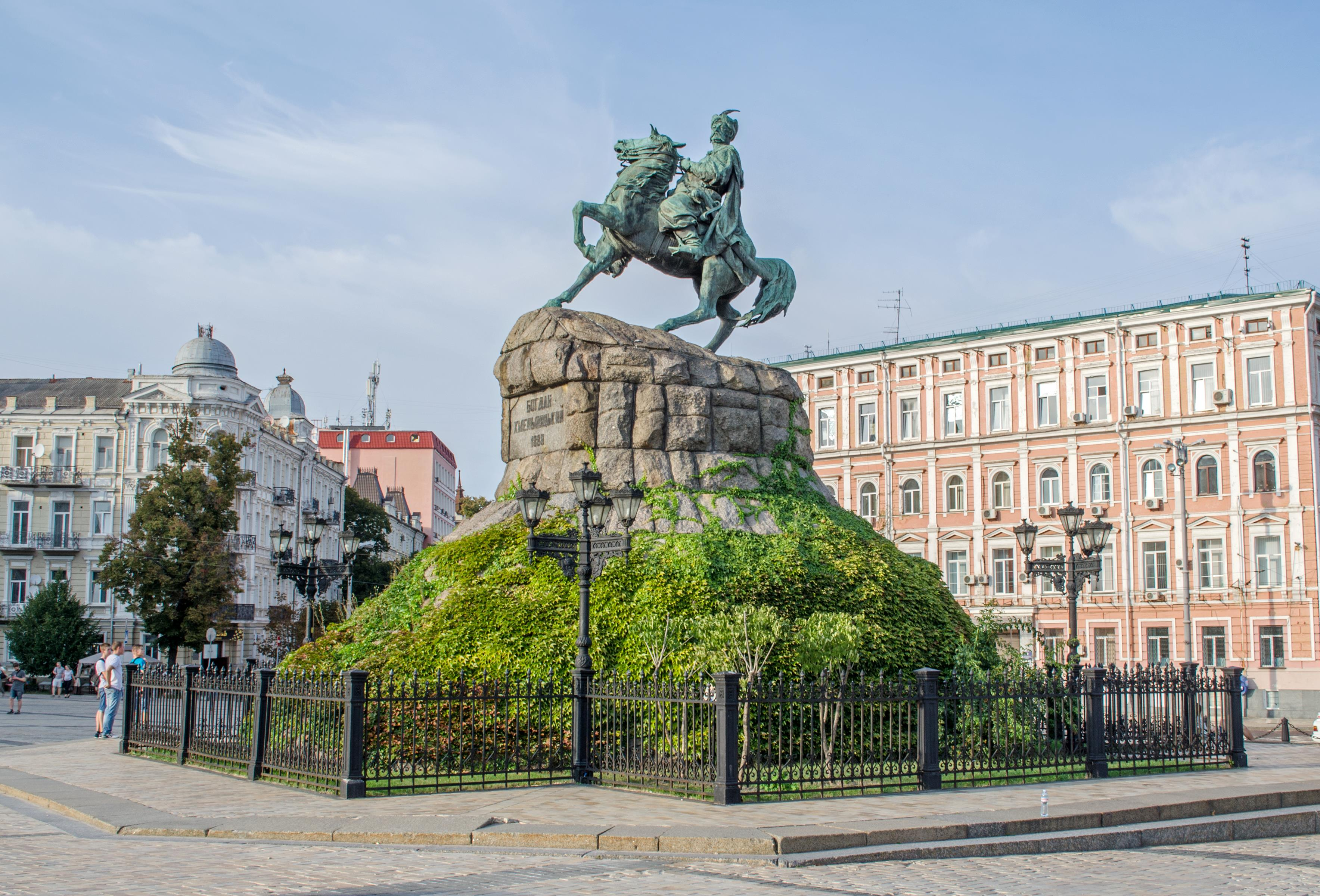
Monumento a Chmel'nyc'kyj a Kiev.

Molte e sanguinose battaglie lo videro opposto ai leader polacchi, tra cui il duca Jeremi Michał Wiśniowiecki, voivoda d'Ucraina. Molte rivolte scossero l'Ucraina in quegli anni. Il numero degli ebrei uccisi nel corso di questo periodo variò, a seconda delle fonti, da alcune decine di migliaia a oltre 100000. I ribelli vennero sconfitti a più riprese nel 1651, ma la resistenza cosacca non fu mai definitivamente sottomessa. Bohdan Chmel'nyc'kyj si rivolse allo zar Alessio I di Russia, convincendo i cosacchi, non senza difficoltà, a mettersi sotto la sua protezione. Il trattato di Perejaslav del 1654 approvò questa proposta che diede allo zar la riva orientale dello Dnepr, ancora controllata dall'atamano cosacco. La rivolta cosacca, divenuta poi russo-ucraina, continuò fino al 1667, con la firma del trattato di Andrusovo.

## Eredità culturale
Bohdan Chmel'nyc'kyj diverrà, dopo la sua morte, una leggenda, simbolo della resistenza cosacca ed eroe ucraino. La città di Chmel'nyc'kyj, precedentemente nota come Proskuriv, è stata così ridenominata in suo onore nel 1954. Nel 2008 gli è anche stata dedicata la 14ª Brigata radiotecnica dell'Aeronautica militare, mentre nel 2017 il Reggimento presidenziale autonomo, la guardia d'onore del presidente dell'Ucraina. 
Nella storiografia polacca il giudizio su Bohdan Chmel'nyc'kyj è sostanzialmente negativo. La rivolta del 1648 segna l'inizio del Diluvio, una delle fasi più tormentate per la Confederazione polacco-lituana, caratterizzata da enormi devastazioni materiali e perdite umane. Il Diluvio avrebbe indebolito la Confederazione e aperto la strada alle successive spartizioni della Polonia da parte delle potenze confinanti.
Chmel'nyc'kyj è uno dei personaggi di Col ferro e col fuoco (Ogniem i mieczem), romanzo storico di Henryk Sienkiewicz, ambientato durante la rivolta; da esso sono stati tratti i film Col ferro e col fuoco, di Fernando Cerchio, del 1962, e Ogniem i mieczem, di Jerzy Hoffman, del 1999.
Nella storia degli ebrei Bohdan Chmel'nyc'kyj è percepito in maniera profondamente negativa. Gli ebrei venivano accusati dai cosacchi di essere collaboratori della szlachta, in quanto diversi ebrei svolgevano funzioni amministrative al servizio della nobiltà polacca e come arrendatori (esattori delle gabelle). Dopo la battaglia di Zboriv e il successivo trattato di Zboriv (1649), gli ebrei (come anche i polacchi) vennero banditi dai territori del Voivodato di Bracław, di Czernihów e di Kiev. La rivolta di Chmel'nyc'kyj causò migliaia di vittime nella popolazione ebraica (sebbene se non vi sia accordo tra gli storici sul loro numero esatto, con cifre oscillanti tra un massimo di 100000 morti a una soglia minima, stimata da Jaroslav Z. Pelens'kyj, di 6000-12000 morti). In ogni caso la rivolta di Chmel'nyc'kyj costituì per gli ebrei dell'Europa orientale uno spartiacque, influenzandone anche lo sviluppo culturale. L'emergere del Chassidismo e di movimenti ereticali (come i Sabbatiani di Sabbatai Zevi) è in qualche modo attribuibile agli enormi stravolgimenti causati dalla rivolta nella vita comunitaria e al declino delle autorità religiose tradizionali.